# Santa María del Páramo
Santa María del Páramo es un municipio y villa española de la provincia de León, en la comunidad autónoma de Castilla y León. Se encuentra en la comarca del Páramo Leonés y cuenta con una población de 2999 habitantes (INE 2024).

## Toponimia
El topónimo de Santa María del Páramo alude, por un lado, a la advocación mariana de Santa María, muy difundida por toda España, y por otro a su ubicación en el Páramo. Este vocablo, por su parte, procede de la palabra hispano-latina Paramus, de origen prerromano, que hace referencia a un campo expuesto a los vientos que no se cultiva ni habita.

## Geografía

### Ubicación

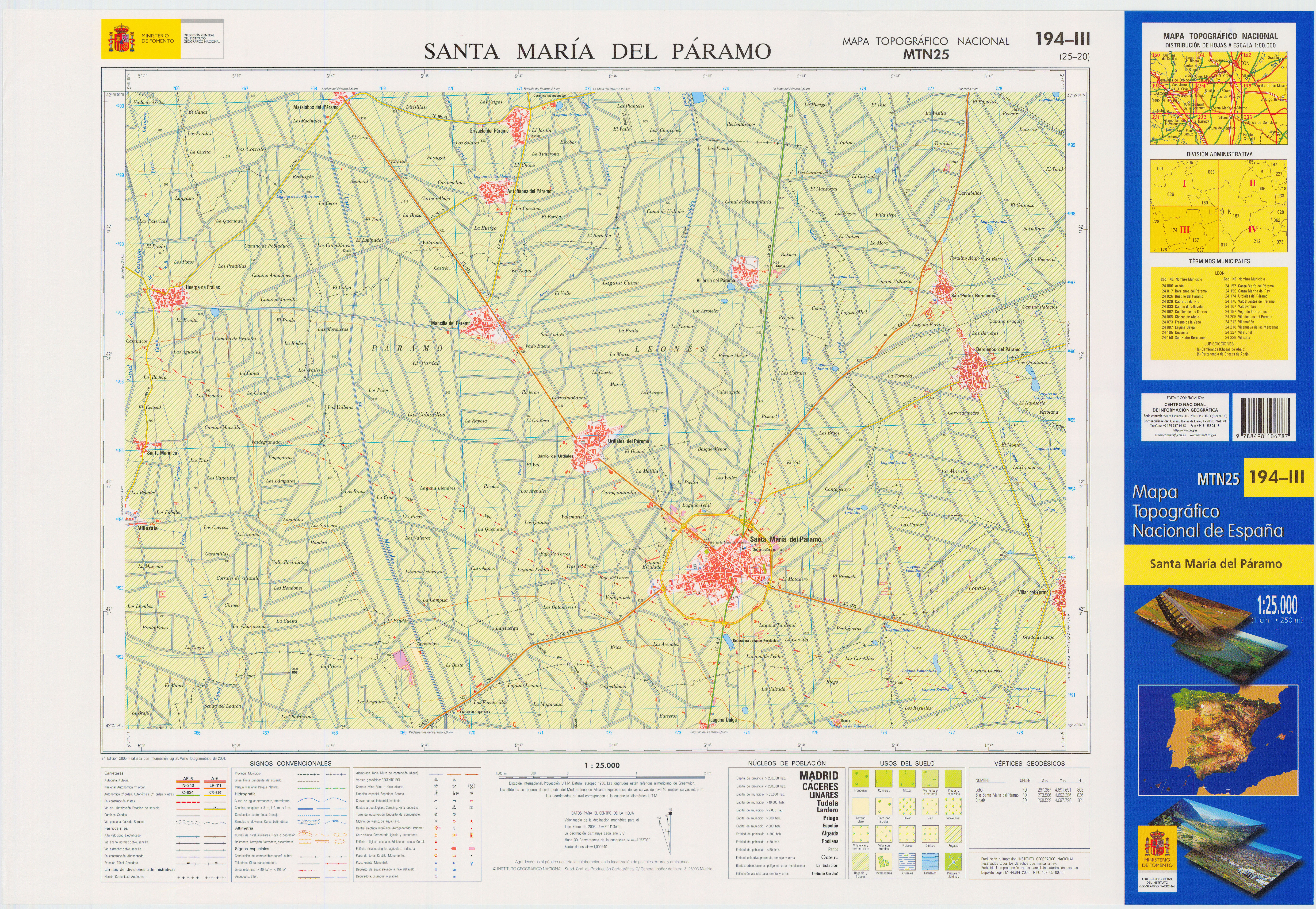
Fragmento de la hoja 194 del Mapa Topográfico Nacional de España de 2005 en el que se representa Santa María del Páramo

El término municipal de Santa María del Páramo, que abarca una superficie de 20,08 km², está situado en la mitad sur de la zona central de la provincia de León, en la planicie del Páramo Leonés. Su territorio está representado en la hoja MTN50 (escala 1:50 000) 194 del Mapa Topográfico Nacional.
| Noroeste: Urdiales del Páramo  | Norte: Urdiales del Páramo | Noreste: San Pedro Bercianos  |
| Oeste: Valdefuentes del Páramo |                            | Este: Bercianos del Páramo    |
| Suroeste: Laguna Dalga         | Sur: Laguna Dalga          | Sureste: Bercianos del Páramo |

### Orografía

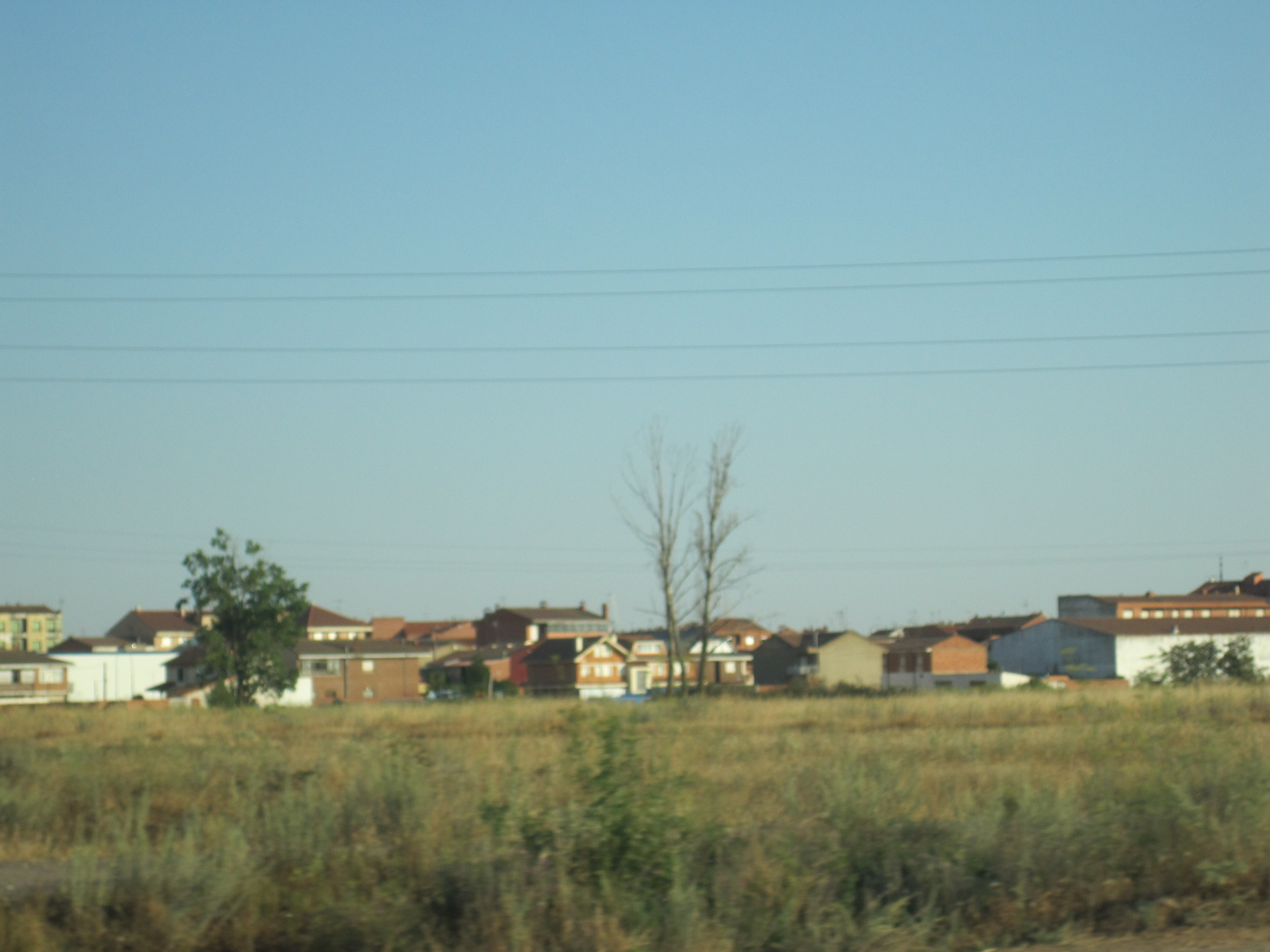
La localidad se asienta en la llanura del Páramo Leonés

Santa María del Páramo se encuentra en la zona central de la planicie del Páramo Leonés. Esta extensa plataforma —geológicamente un interfluvio entre los valles de los ríos Órbigo y Esla— presenta un relieve prácticamente llano, con pendientes suaves, por lo que la altitud media del municipio es de 808 m s. n. m., alcanzando los 819 m s. n. m. en la zona noreste y los 797 m s. n. m. en el extremo oeste del término municipal. En términos generales, el municipio se sitúa en la zona noroccidental de la cuenca del Duero, una depresión de origen terciario colmatada por materiales continentales que fueron erosionados y recubiertos por sedimentos cuaternarios. Los materiales predominantes en la zona son principalmente áridos naturales, como limos arcillosos —utilizados tradicionalmente para la elaboración de cerámica— y arenas y gravas usadas en la construcción y las obras públicas. En su territorio se encuentra el vértice geodésico de Silo Santa María del Páramo (836 m s. n. m.), ubicado en lo alto de un silo de 28 m de altura.

### Hidrografía

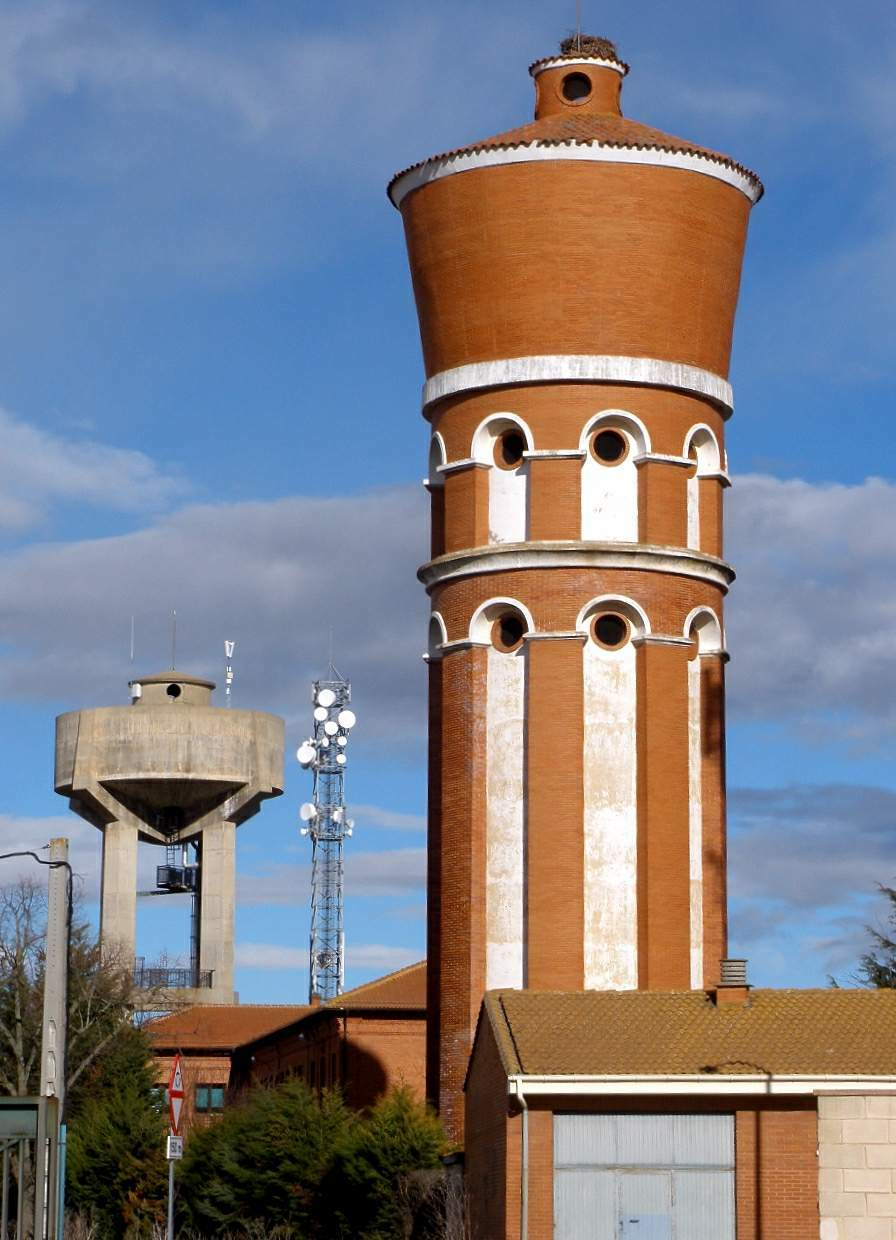
Depósitos de agua de la localidad

El municipio se encuentra dentro de la cuenca hidrográfica del Duero, cuyos cursos fluviales se caracterizan por la irregularidad de su caudal, con estiajes en verano y crecidas en otoño e invierno debido a las precipitaciones. La planicie del Páramo no es atravesada por ningún río importante, y en el caso de Santa María del Páramo, su territorio es atravesado por un único cauce natural, el arroyo de la Huerga. Asimismo, debido al plan de regadíos desarrollado en los años sesenta tras la construcción del embalse de Barrios de Luna, el territorio cuenta con tres canales principales —Matalobos, Urdiales y Santa María— y numerosos canales secundarios. En aquellas zonas de drenaje deficiente, se presentan pequeñas lagunas o zonas de encharcamiento, de carácter estacional, que desaparecen en verano. La mayoría de ellas han sido desecadas por la intervención humana e incorporadas al suelo cultivable.

### Clima
El clima del municipio se clasifica como mediterráneo continentalizado, con inviernos fríos y frecuentes heladas, y veranos cálidos y secos. La oscilación térmica anual ronda los 15 °C, mientras que la diaria supera en ocasiones los 20 °C. Las precipitaciones son escasas en verano y se concentran principalmente en otoño, invierno y principios de primavera.
Según la clasificación climática de Köppen, Santa María del Páramo se encuentra en la variante Csb, es decir, un clima mediterráneo de veranos suaves, con la media del mes más cálido no superior a 22 °C, pero superándose los 10 °C durante cinco o más meses. Se trata de un clima de transición entre el mediterráneo (Csa) y el oceánico (Cfb).
| Parámetros climáticos promedio de Santa María del Páramo                                                                          | Parámetros climáticos promedio de Santa María del Páramo | Parámetros climáticos promedio de Santa María del Páramo | Parámetros climáticos promedio de Santa María del Páramo | Parámetros climáticos promedio de Santa María del Páramo | Parámetros climáticos promedio de Santa María del Páramo | Parámetros climáticos promedio de Santa María del Páramo | Parámetros climáticos promedio de Santa María del Páramo | Parámetros climáticos promedio de Santa María del Páramo | Parámetros climáticos promedio de Santa María del Páramo | Parámetros climáticos promedio de Santa María del Páramo | Parámetros climáticos promedio de Santa María del Páramo | Parámetros climáticos promedio de Santa María del Páramo | Parámetros climáticos promedio de Santa María del Páramo |
| Mes | Ene.                                                     | Feb.                                                     | Mar.                                                     | Abr.                                                     | May.                                                     | Jun.                                                     | Jul.                                                     | Ago.                                                     | Sep.                                                     | Oct.                                                     | Nov.                                                     | Dic.                                                     | Anual                                                    |
| --- | -------------------------------------------------------- | -------------------------------------------------------- | -------------------------------------------------------- | -------------------------------------------------------- | -------------------------------------------------------- | -------------------------------------------------------- | -------------------------------------------------------- | -------------------------------------------------------- | -------------------------------------------------------- | -------------------------------------------------------- | -------------------------------------------------------- | -------------------------------------------------------- | -------------------------------------------------------- |
| Temp. media (°C) | 2.1                                                      | 3.5                                                      | 6.3                                                      | 8.8                                                      | 13.1                                                     | 17.3                                                     | 20.1                                                     | 19.3                                                     | 15.8                                                     | 10.9                                                     | 5.8                                                      | 2.9                                                      | 10.5                                                     |
| Precipitación total (mm) | 50                                                       | 39.4                                                     | 25.5                                                     | 38.3                                                     | 50                                                       | 34.3                                                     | 21.2                                                     | 11.8                                                     | 29.2                                                     | 46.1                                                     | 44.1                                                     | 42.1                                                     | 432                                                      |
| Fuente: Ministerio de Agricultura, Alimentación y Medio Ambiente. Datos de precipitación (1961-1997) y de temperatura (1961-1997) |                                                          |                                                          |                                                          |                                                          |                                                          |                                                          |                                                          |                                                          |                                                          |                                                          |                                                          |                                                          |                                                          |

## Historia

### Prehistoria y Edad Antigua

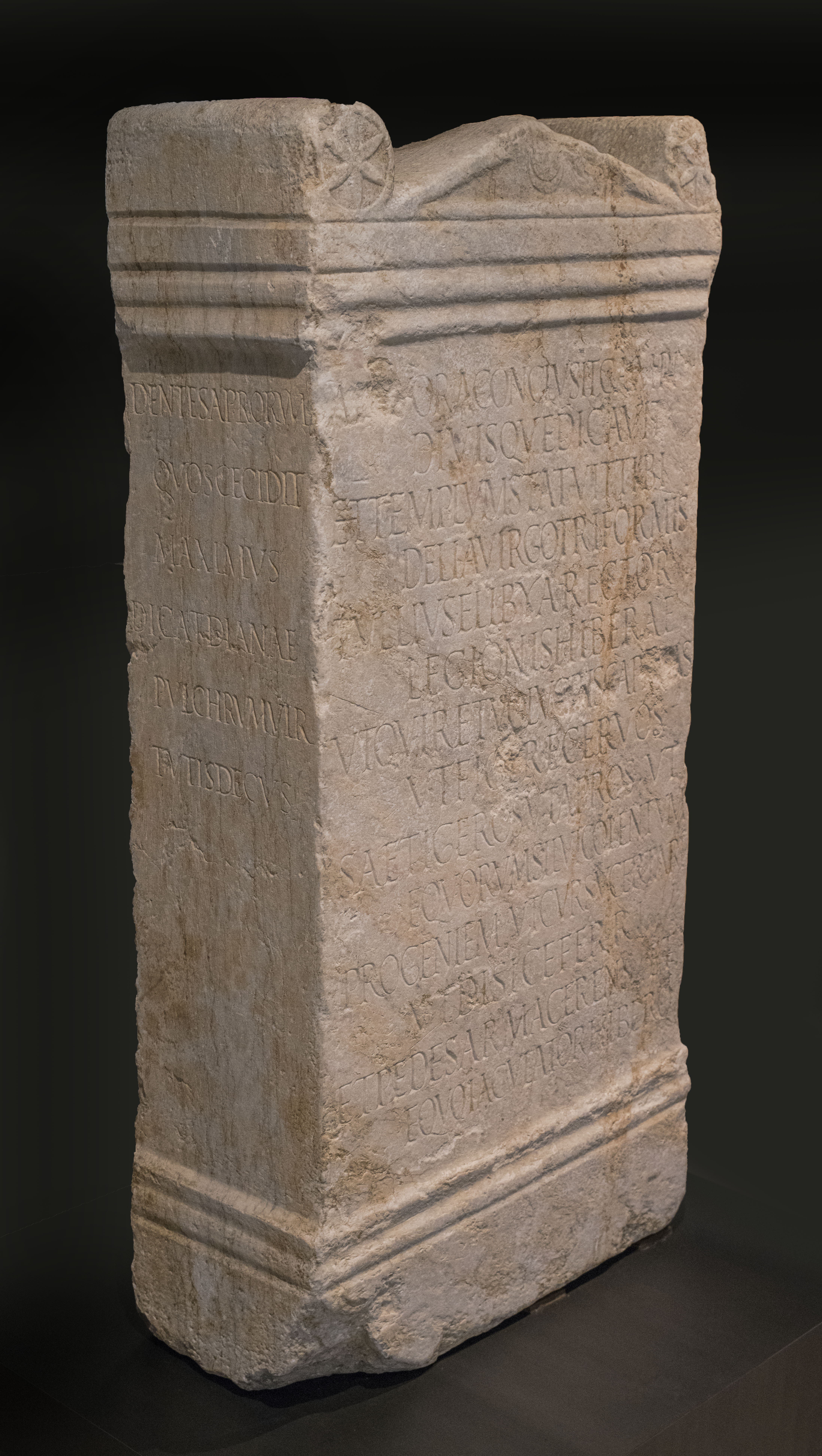
Ara de Diana, lápida romana en la que aparece la primera referencia al territorio del Páramo Leonés

Los indicios de presencia humana en la zona central del Páramo Leonés durante la prehistoria son muy escasos. Los hallazgos arqueológicos más importantes en el entorno de Santa María corresponden a un pico triedro de cuarcita encontrado en Villarrín del Páramo, que actualmente se expone en el Museo de León, y un bifaz de sílex encontrado en 1948 en Urdiales del Páramo, ambos datados en el Paleolítico Inferior. Otros yacimientos arqueológicos cercanos se encuentran en Ardón, Fontecha del Páramo, Valdevimbre y otras localidades. En Ardón se encuentran los castros de «El Castillo», situados en un pequeño otero sobre el escarpe del río Esla, con ocupación en la Edad del Bronce Final y en la Edad del Hierro, reocupado en la Alta y Plena Edad Media, y «El Castro», cercano al anterior y con ocupación durante la Edad del Bronce Final. En Regueras de Arriba se encuentra en las terrazas del río Órbigo el asentamiento de «El Castro», con ocupación en la Edad del Hierro y durante la época romana.
El municipio estaba situado en territorio de los astures, que se extendían por Asturias, León y Zamora hasta el río Esla, la zona oriental de Lugo y Orense, y parte del distrito portugués de Braganza; en concreto, en el área del Páramo, estaban asentados los bedunienses, en el norte de la comarca, y los brigaecinos, en la zona sur. Posteriormente se produjo la conquista y asentamiento romano tras las guerras cántabras. De esta época data lo que puede ser la primera referencia al territorio del Páramo; se trata de una lápida hallada en las murallas de León, en la que Tulio, un ciudadano romano, dedica a la diosa Diana los cuernos de un ciervo.
| CERVOM ALTIFRONTVM CORNVA DICAT DIANAE TVLLIVS QVOS VICIT IN PARAMI AEQVORE VECTUS FEROCI SONIPEDE                                     |
| "Tulio dedica a Diana los cuernos de los ciervos de erguida testuz que abatió en la llanura del Páramo galopando en un fogoso corcel." |

En esos momentos, las tierras altas del Páramo registraban una escasa población; tan solo se ha localizado un asentamiento de época romana en Audanzas del Valle, unos kilómetros al sur de Laguna de Negrillos, cuyos escasos restos no permiten una atribución socioeconómica clara, aunque parecen indicar una orientación agraria. A ellos pueden sumarse algunos hallazgos epigráficos y numismáticos, como la inscripción supuestamente hallada en Banuncias y el miliario de Cillanueva, que documentan el trazado de la vía romana que comunicaba Asturica Augusta (Astorga) con Burdigala (Burdeos) a través del Páramo, camino que se documenta frecuentemente en la Edad Media. En Valdefuentes del Páramo fue hallada una moneda hispanorromana de la ceca de Calagurris, de época de Augusto, sin contexto arqueológico.
La primera referencia arqueológica encontrada en el municipio se descubrió en 1974 y fue documentada en 1995 en el lugar denominado «Las Carbas», situado en el límite municipal entre Santa María del Páramo y Bercianos del Páramo, durante unas obras de nivelación del terreno. Se trata de una necrópolis formada por 32 tumbas, cuyas sepulturas de lajas y cantos tapadas con losas seguían la orientación de las líneas solsticiales. Había tres tipos de tumbas: en forma de ataúd, romboidal con vértices truncados y antropoide, y ninguna poseía restos de ajuar o material alguno.
Posteriormente, se desconocen hallazgos materiales de época tardorromana y visigoda en las tierras paramesas. Los más cercanos se encuentran de nuevo en la periferia de este espacio mesetario, en las ciudades de Legio y Asturica Augusta, en el castro de Valencia de Don Juan, el Coviacense Castrum, donde la población hispanorromana resistió el asedio de las tropas godas de Teodorico II en 459, o en villas hispanorromanas (villae) como la de La Milla del Río, todos ellos significativos centros de poder en esa época.

### Edad Media

El territorio sobre el que se asienta Santa María del Páramo estuvo en disputa entre los reinos visigodo y suevo

Tras las invasiones bárbaras, los suevos se establecieron en el territorio de la antigua Gallaecia en torno al año 410. En las décadas siguientes, el territorio del Páramo Leonés se convirtió en zona fronteriza entre el reino Suevo y el reino Visigodo.
En el año 458, los ejércitos de los suevos, dirigidos por Requiario, se enfrentaron a los visigodos, mandados por Teodorico II, en un lugar cercano al río Órbigo. Las fuentes históricas difieren sobre el lugar exacto, aunque según San Isidoro en la Historia de los godos, vándalos y suevos, se enfrentaron a doce millas de Astorga junto al río Órbigo, y lo confirma la Crónica de Idacio. La crónica de Máximo de Zaragoza señala que tuvo lugar in campo Parami, y esta ubicación es también respaldada por otros autores como Marcelo Macías y Matías Rodríguez. El bañezano Manuel Fernández Núñez, asumiendo que fue a doce millas de Astorga, junto al río Órbigo y en el Páramo, propone que ocurrió en el Puente Paulón, situado entre Requejo de la Vega y el municipio de Villazala. La frontera entre los reinos Visigodo y Suevo estaba situada en el río Órbigo, siendo el Páramo Leonés territorio visigodo, mientras que la margen opuesta pertenecía al reino Suevo.
En 1285, Sancho IV confirmó a Pedro Álvarez de Quiñones sus posesiones de Urdiales y Santa María del Páramo, siendo esta la primera noticia del señorío de los Quiñones en El Páramo.

## Demografía
Santa María del Páramo cuenta con una población de 2999 habitantes (INE 2024).
Evolución de la población
| Gráfica de evolución demográfica de Santa María del Páramo entre 1842 y 2021 |
| |
| Población de derecho según los censos de población del INE Población de hecho según los censos de población del INE En 1857 disminuye el término del municipio porque independiza a Urdiales del Páramo |

## Economía
Santa María del Páramo es el centro de una comarca agrícola, pero como cabecera de comarca, también se ha convertido en una localidad de servicios. 
La agricultura fue el principal motor económico durante el siglo XX. La mayoría de las parcelas eran de pequeña extensión y se trabajaban para el autoconsumo, aunque también existían propietarios con grandes extensiones de terreno.
El cultivo de secano más importante es el cereal; el trigo y el centeno eran los predominantes, aunque la producción de maíz y cebada también tenía una gran relevancia, especialmente para la alimentación del ganado. La ganadería, por su parte, es otro sector fundamental. Tanto la agricultura como la ganadería fueron los motores que impulsaron el desarrollo de las actividades agropecuarias en la zona. En el siglo XX, e incluso antes, la ganadería en Santa María del Páramo se centraba principalmente en el ganado bovino y ovino. En los últimos años, la ganadería porcina ha experimentado un notable crecimiento, en parte debido a las políticas de limitación a otras especies implementadas por la Unión Europea, lo que ha equilibrado la importancia del ganado bovino y ovino con el porcino.
La introducción del regadío en Santa María del Páramo marcó un punto de inflexión en la economía local, ya que generó empleo, aumentó las rentas y, como consecuencia, propició un crecimiento demográfico en el municipio.
El silo, construido entre 1964 y 1965 e inaugurado en 1966, complementó el esfuerzo agrícola local. Su presupuesto fue de 4 576 000 pesetas.
En la actualidad, la economía de Santa María del Páramo se centra en el sector servicios, siendo el polígono industrial el principal foco de actividad. La venta de parcelas a empresas es uno de los objetivos clave del Ayuntamiento, no solo para generar empleo, sino también para atraer población y fomentar el asentamiento en el municipio. Las principales empresas del polígono están orientadas al sector agropecuario.

## Transporte y comunicaciones
Parque de vehículos de motor
En 2015, el municipio contaba con un total de 2514 vehículos de motor, lo que representa un índice de 700 automóviles por cada 1000 habitantes. El punto de Inspección Técnica de Vehículos más cercano se encuentra en el polígono industrial de León.
| Tipo de vehículo | Cantidad |
| Automóviles      | 1741     |
| Camiones         | 265      |
| Ciclomotores     | 94       |
| Motocicletas     | 167      |
| Autobuses        | 0        |
| Furgonetas       | 156      |
| Total            | 2514     |

Red viaria
Debido a su ubicación geográfica, Santa María del Páramo es el principal nudo de conexiones del Páramo Leonés, contando con dos carreteras de la red básica y una de la red complementaria:
| Identificador | Denominación         | Itinerario                                                                        |
| ------------- | -------------------- | --------------------------------------------------------------------------------- |
| CL-622        | Carretera Regional   | Comunica con León y La Bañeza.                                                    |
| CL-621        | Carretera Regional   | Comunica con Astorga y Mayorga.                                                   |
| CL-625        | Carretera Regional   | Carretera de Circunvalación de Santa María del Páramo.                            |
| LE-413        | Carretera provincial | Comunica con Villadangos del Páramo y Valcabado del Páramo.                       |
| LE-6523       | Carretera provincial | Comunica Santa María del Páramo desde el cruce con la CL-622 hasta Villagallegos. |

Santa María del Páramo cuenta con una carretera de circunvalación que rodea toda la localidad, lo que permite que el tráfico pasante no tenga que cruzar el centro del municipio.
Autobús

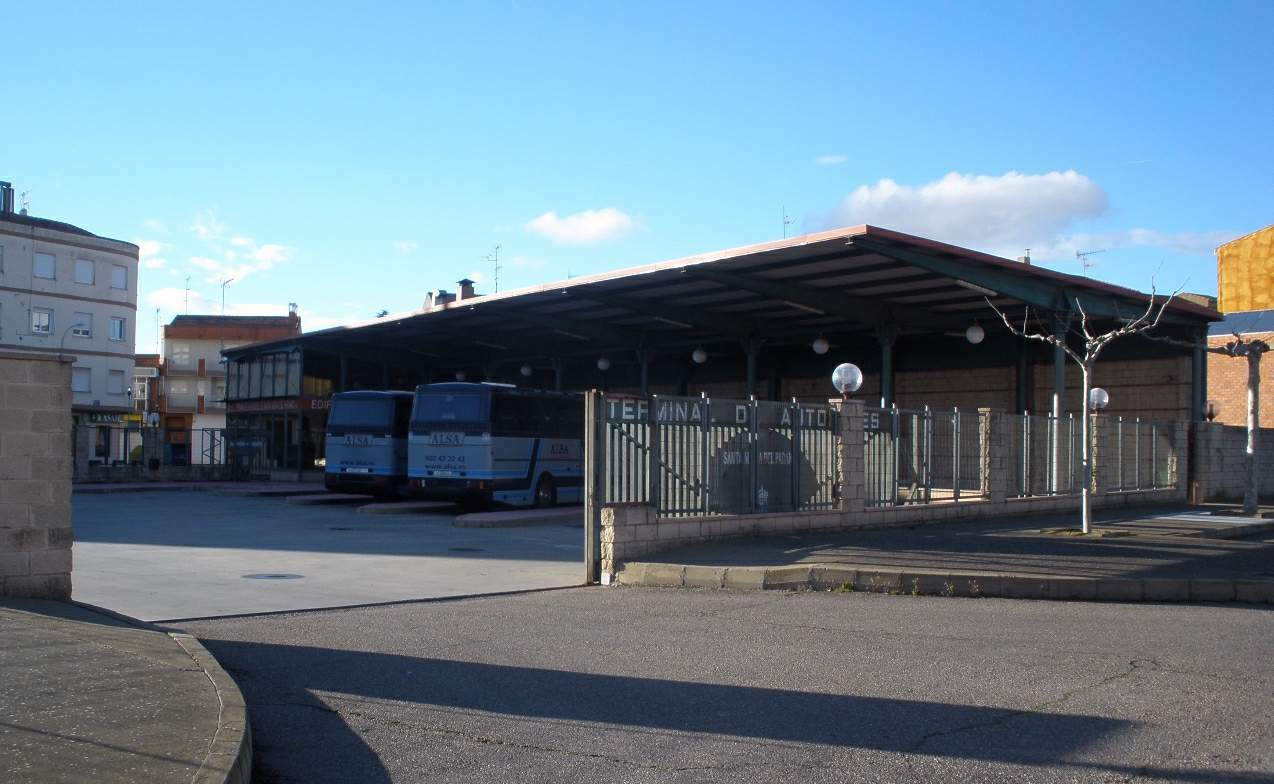
Estación de autobuses de la localidad

Santa María del Páramo dispone de una estación de autobuses. Para el transporte de viajeros, la compañía ALSA ofrece servicios por carretera entre Santa María del Páramo y múltiples destinos nacionales.
Ferrocarril
La estación de León es la más cercana a Santa María del Páramo.
Transporte aéreo
El aeropuerto de León, inaugurado en 1999, es el único aeropuerto ubicado en la provincia y el más cercano al municipio, encontrándose en la localidad de Valverde de la Virgen, a 33 kilómetros de Santa María del Páramo. Otras opciones cercanas para el transporte aéreo incluyen los aeropuertos de Valladolid y Asturias, situados a 115 y 181 kilómetros respectivamente.

## Símbolos
Escudo
El escudo heráldico municipal fue creado en 1992 por la Real Academia de la Historia. El 30 de abril de ese mismo año fue aprobado por el Pleno del Ayuntamiento y publicado en el Boletín Oficial de Castilla y León el 14 de mayo del mismo año. Su descripción es la siguiente:

Escudo de forma española, cuartelado. Primero, sobre campo de azur, el anagrama de Santa María en plata. Segundo, en campo de plata, una torre de oro, almenada, mamposteada de sable y aclarada en azur, flanqueada por dos álamos y terraza en sinople. Al timbre, corona real española.

El escudo se compone de tres partes horizontales: la primera parte presenta un signo mariano, que hace referencia al nombre del municipio. La segunda parte muestra un castillo que simboliza la comarca de El Páramo, elevado sobre las riberas del Órbigo y del Esla, representadas por sendos chopos. La tercera parte hace referencia al sector agrícola, representado por un campo de cultivo.
Bandera
La bandera de Santa María del Páramo fue diseñada en 2009 por Laureano M. Rubio Pérez y aprobada por el Pleno del Ayuntamiento el 15 de julio de 2009. Su publicación oficial tuvo lugar en el Boletín Oficial de Castilla y León el 15 de junio de 2010. La descripción de la bandera es la siguiente:

La bandera propuesta tiene forma rectangular con proporciones 2:3 y consta de tres franjas horizontales separadas por una bordura de oro, en proporciones 1/4, 1/2 y 1/4. Las franjas superior e inferior son de color rojo púrpura, mientras que la central es azul. Además, en el centro de la bandera, se encuentra una banda vertical de 1/3 del ancho de la bandera, de color blanco, cargada con el escudo municipal.

## Administración y política
Administración municipal
En la actual legislatura (2015-2019), la corporación municipal está compuesta por 5 concejales del PP, 2 del PSOE y 4 de la UPL. Aún no está claro quién ocupará la alcaldía, ya que existen varias opciones posibles.
| Partido político | 1979    | 1979       | 1983    | 1983       | 1987    | 1987       | 1991    | 1991       | 1995    | 1995       | 1999    | 1999       |
| Partido político | % votos | concejales | % votos | concejales | % votos | concejales | % votos | concejales | % votos | concejales | % votos | concejales |
| PP               | -       | -          | 52,07   | 6          | 57,85   | 7          | 49,25   | 5          | 57,26   | 7          | 52,8    | 6          |
| PSOE             | 20,96   | 2          | 47,93   | 5          | 34,27   | 4          | 41,06   | 5          | 20,22   | 2          | 26,02   | 3          |
| UPL              | -       | -          | -       | -          | -       | -          | -       | -          | 20,85   | 2          | 19,07   | 2          |
| CDS              | -       | -          | -       | -          | 7,12    | 0          | -       | -          | -       | -          | -       | -          |
| IND-1 24157      | -       | -          | -       | -          | -       | -          | 8,3     | 1          | -       | -          | -       | -          |
| UCD              | 18,89   | 2          | -       | -          | -       | -          | -       | -          | -       | -          | -       | -          |
| AE/1             | 45,3    | 6          | -       | -          | -       | -          | -       | -          | -       | -          | -       | -          |
| AE/2             | 14,83   | 1          | -       | -          | -       | -          | -       | -          | -       | -          | -       | -          |

| Partido político | 2003    | 2003       | 2007    | 2007       | 2011    | 2011       | 2015    | 2015       | 2019    | 2019       |
| Partido político | % votos | concejales | % votos | concejales | % votos | concejales | % votos | concejales | % votos | concejales |
| PP               | 53,27   | 6          | 49,42   | 6          | 51,61   | 6          | 39,31   | 5          | 27,69   | 3          |
| PSOE             | 25,54   | 3          | 25,53   | 3          | 22,75   | 2          | 21,78   | 2          | 11,51   | 1          |
| UPL              | 19,05   | 2          | 5,15    | 0          | 23      | 3          | 33      | 4          | 58,14   | 7          |
| IU               | -       | -          | -       | -          | -       | -          | 3,49    | 0          | -       | -          |
| PAL-UL           | -       | -          | 16,21   | 2          | -       | -          | -       | -          | -       | -          |
| PODEMOS          | -       | -          | -       | -          | -       | -          | -       | -          | 1,62    | 0          |

| Periodo   | Nombre del alcalde            | Partido político |
| --------- | ----------------------------- | ---------------- |
| 1979-1983 | Ramón Ferrero Rodríguez       | AE/1             |
| 1983-1987 | Ramón Ferrero Rodríguez       | AP-PDP-UL        |
| 1987-1991 | Ramón Ferrero Rodríguez       | AP               |
| 1991-1992 | Roberto Fernández Prieto      | PSOE             |
| 1992-1995 | Ramón Ferrero Rodríguez       | AP               |
| 1995-1999 | Ramón Ferrero Rodríguez       | PP               |
| 1999-2015 | Miguel Ángel del Egido Llanes | PP               |
| 2015-2019 | Alicia Gallego González       | UPL              |
| 2019 -    | Alicia Gallego González       | UPL              |

En 1991, la división política era de 5 concejales para el PSOE, 5 para el PP y una concejala independiente, quien inicialmente pactó con el PSOE, pero cambió su voto en una moción de censura por el PP al año siguiente.
En 2015, los resultados dieron 5 concejales al PP, que fue la fuerza más votada, 4 concejales a la UPL y 2 al PSOE. Un pacto entre UPL y PSOE permitió a Alicia Gallego de la UPL asumir la alcaldía. Sin embargo, este pacto duró solo unos meses, ya que en diciembre de 2015 el PSOE rompió el acuerdo de gobierno, dejando a la UPL gobernando en minoría.
Áreas municipales
La labor municipal se organiza en una comisión especial y 4 comisiones informativas:
- Comisión Especial de Cuentas, Hacienda y Patrimonio
- Comisión Informativa de Obras, Urbanismo y Tráfico
- Comisión Informativa de Educación, Juventud y Servicios Sociales
- Comisión Informativa de Cultura, Fiestas y Turismo
- Comisión Informativa de Deportes, Medio Ambiente, Agricultura, Comercio e Industria y Sanidad

Administración judicial
Santa María del Páramo pertenece al partido judicial de La Bañeza, donde se encuentra la sede judicial correspondiente.

## Servicios y equipamientos
Educación
El municipio de Santa María del Páramo cuenta con los siguientes centros educativos:
| Tipo de centro                           | Nombre                                   |
| ---------------------------------------- | ---------------------------------------- |
| Centro de educación infantil             | El Parque                                |
| Colegio de educación infantil y primaria | CEIP Benito León                         |
| Instituto de educación secundaria        | IES Valles del Luna                      |
| Centros de Enseñanza de Régimen Especial | Centro de Capacitación Agraria (cerrado) |

Sanidad
Santa María del Páramo cuenta con un centro de salud de atención primaria, que forma parte del área de salud de León. La zona básica de salud de Santa María del Páramo incluye un total de 10 municipios.
En la localidad existen además dos farmacias, así como varias clínicas dentales, de fisioterapia y podología.
Seguridad
Al igual que en el resto de Castilla y León, está operativo el sistema de Emergencias 112, que atiende cualquier situación de urgencia. En cuanto a la seguridad ciudadana, el municipio cuenta con dos cuerpos de seguridad: la policía local y la Guardia Civil.
Servicio de basuras y aguas
Estos servicios son prestados por la Mancomunidad de Municipios El Páramo, a través de varias concesiones.
Servicios sociales
El municipio dispone de los siguientes servicios sociales:
- Unidad de respiro
- Residencia de personas mayores (de carácter privado)

## Cultura

### Patrimonio histórico-artístico

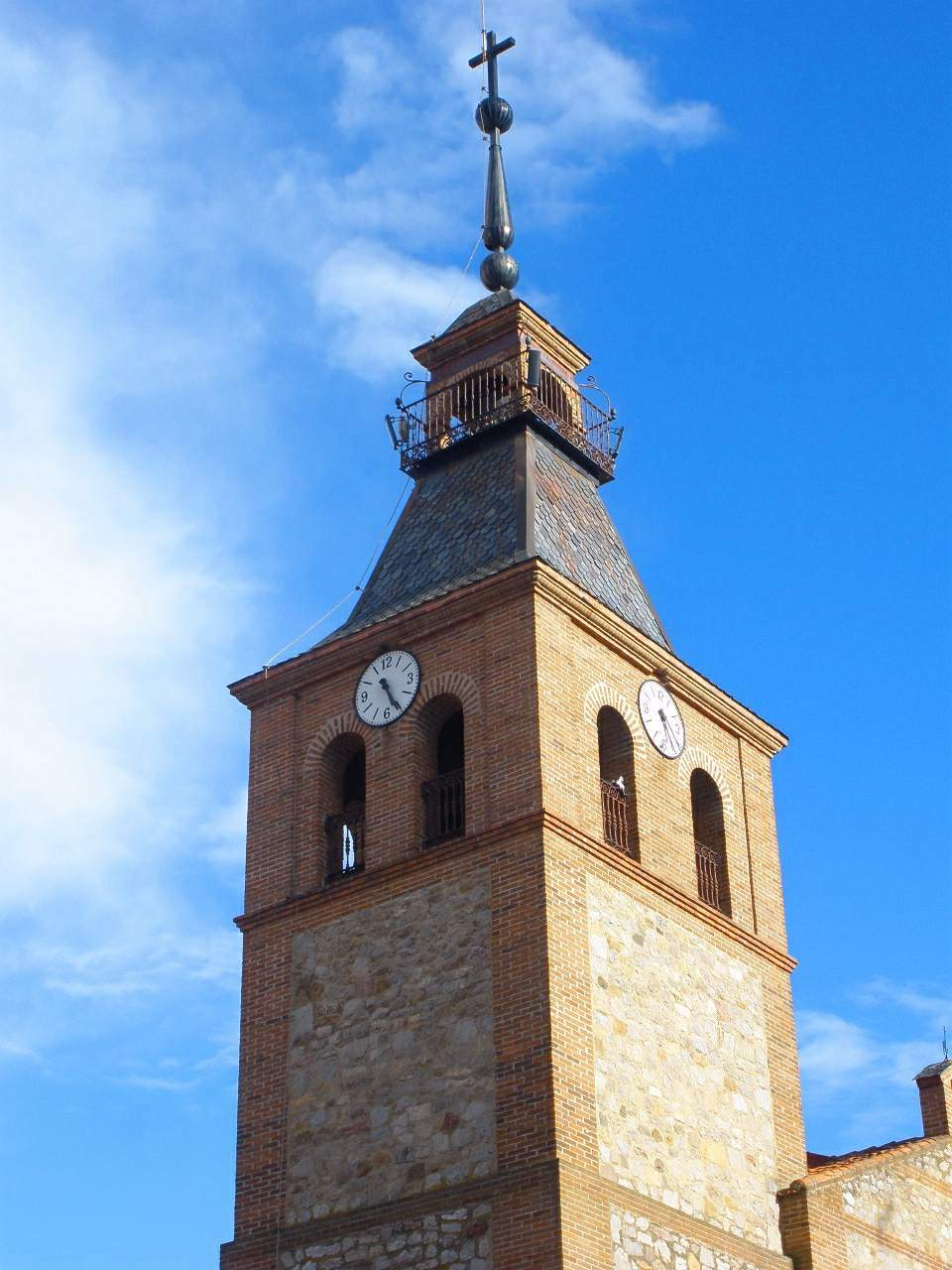
Torre de la iglesia de Santa María del Páramo

Santa María del Páramo ha sido históricamente una pequeña villa de campesinos[cita requerida], aunque en la actualidad es la cabecera de comarca debido a su estratégica ubicación. Esta situación ha condicionado la escasez de grandes obras monumentales en la villa. Sin embargo, la iglesia parroquial alberga una talla románica de la Virgen, junto con diversas imágenes de los siglos XVIII y XIX, pinturas del friso del retablo central del siglo XV y una cruz gótica.

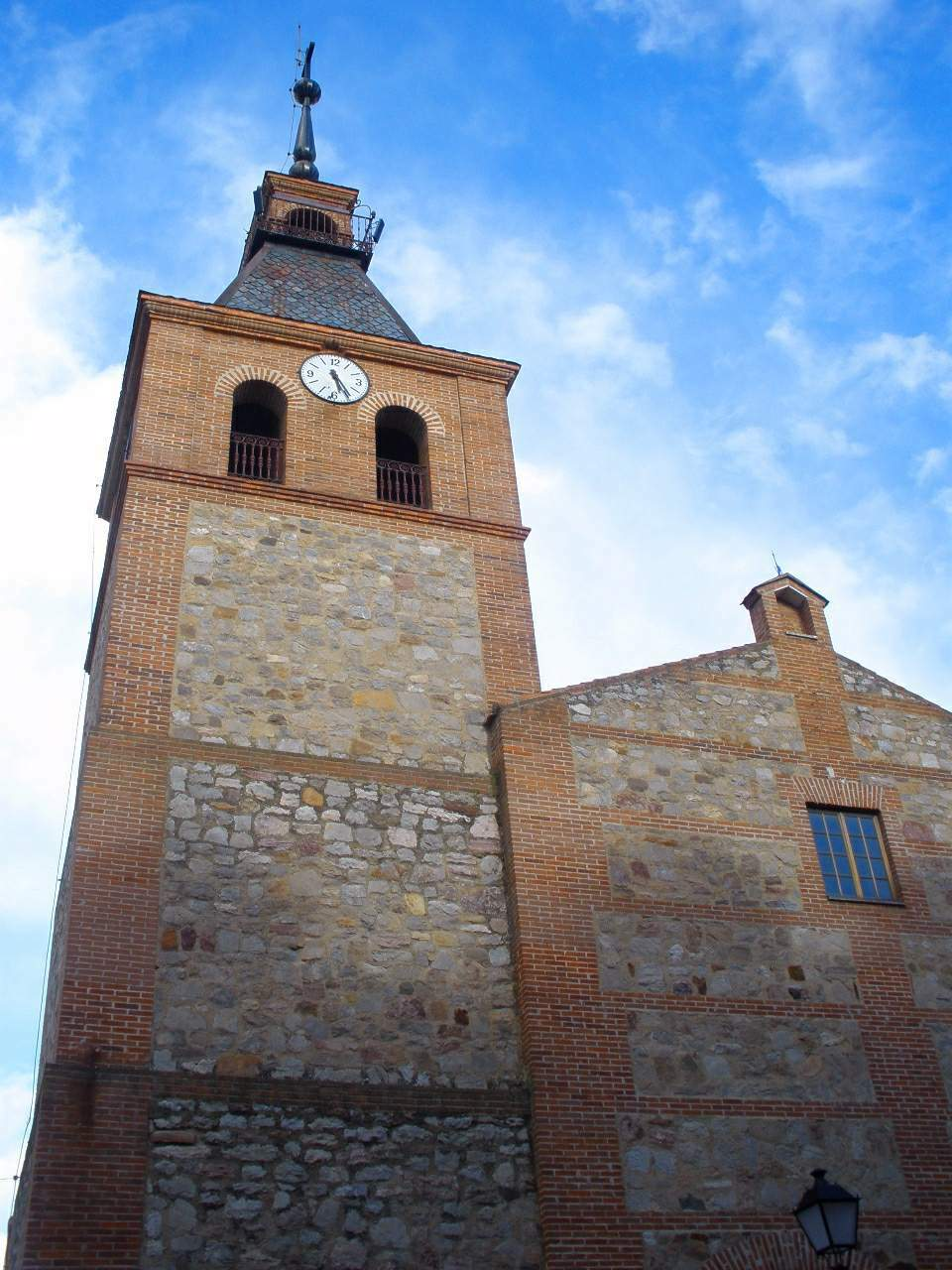
Vista de la torre
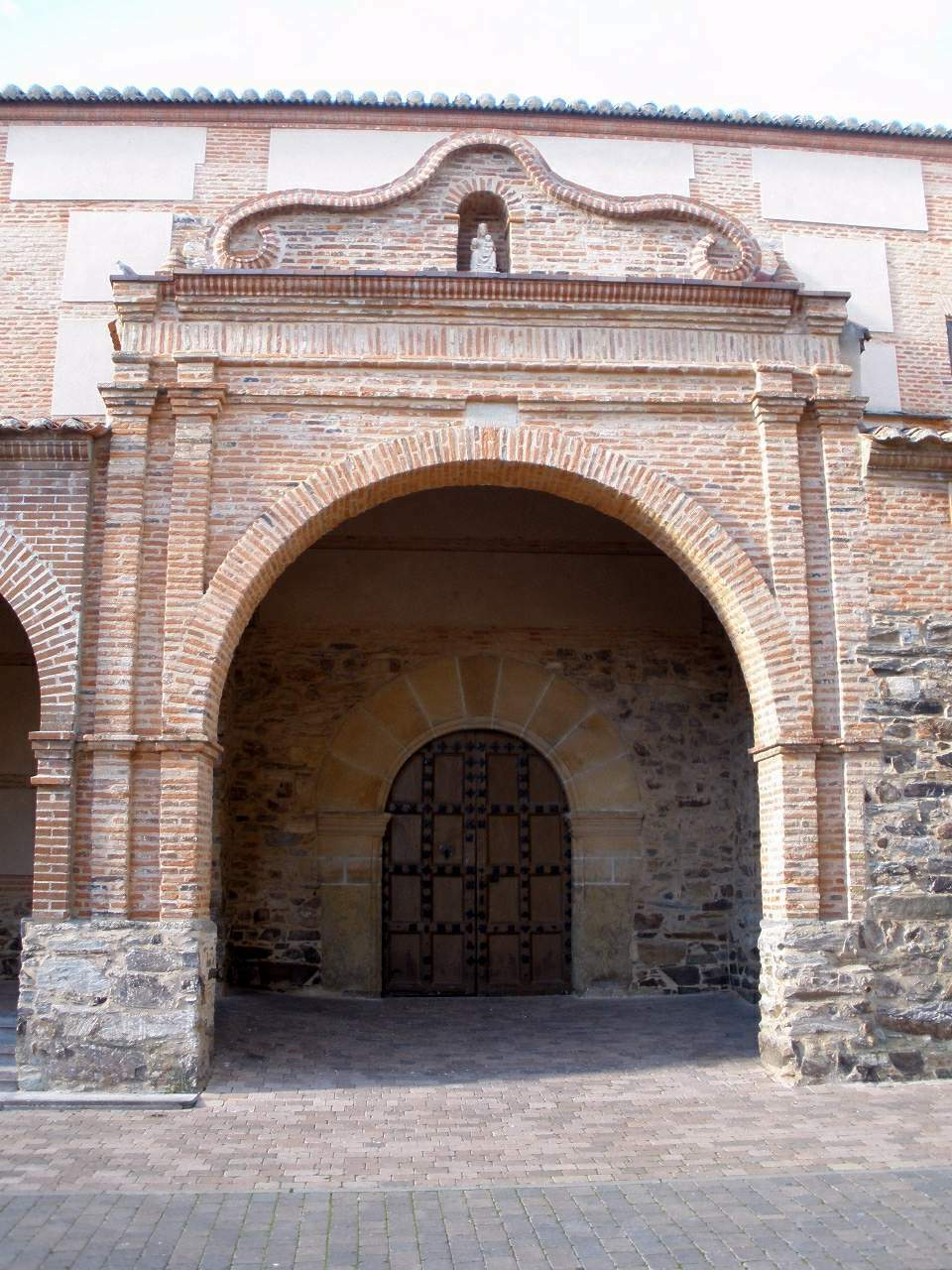
Portada de la iglesia

### Festividades
- Carnavales.

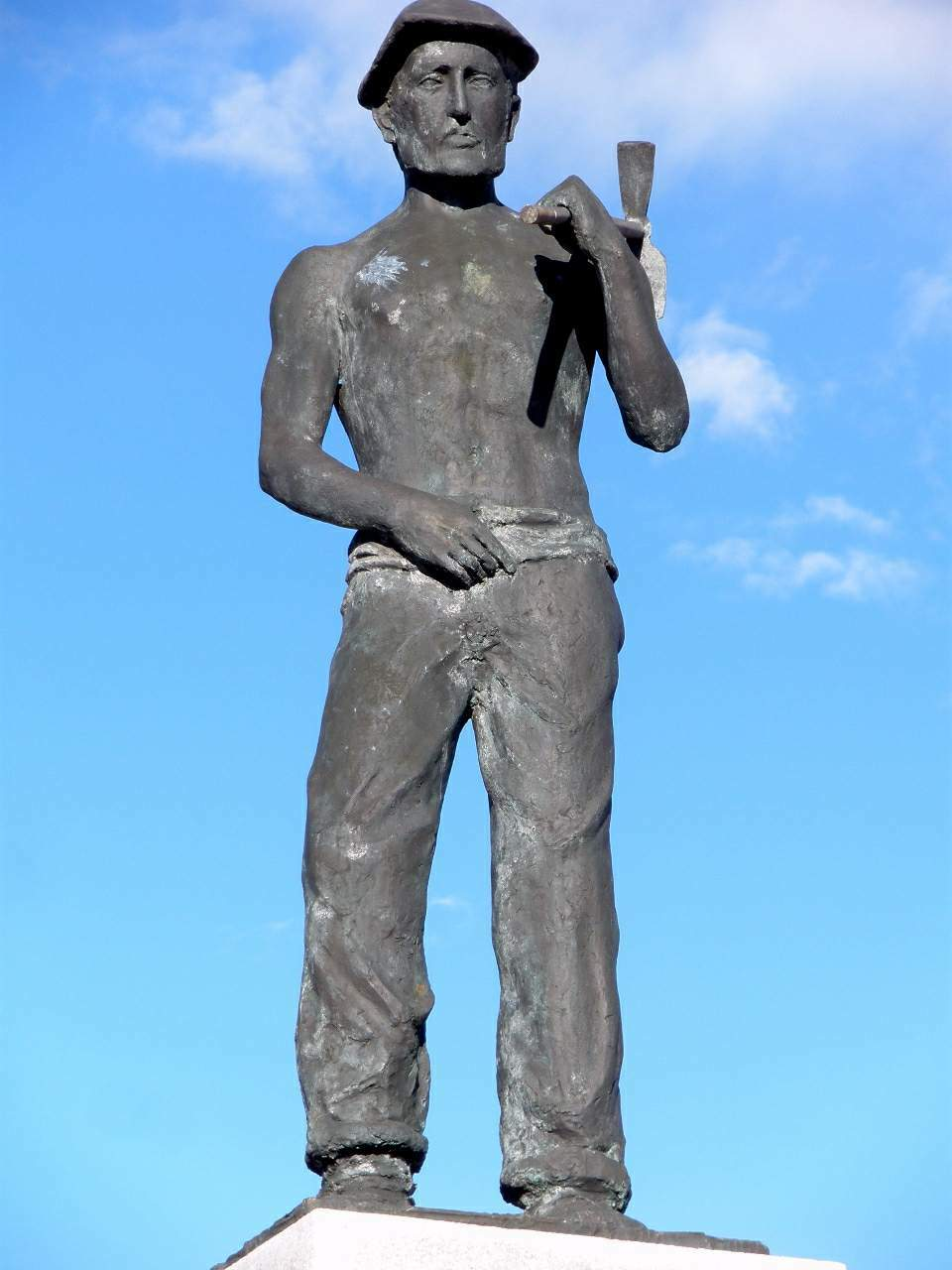
La localidad celebra el 15 de mayo San Isidro Labrador, en la imagen, el monumento al labrador

- Corpus Christi (procesión tradicional por las calles de la localidad).
- El 15 de mayo, San Isidro Labrador.
- Procesión de la Virgen de la Guía, el 15 de agosto.
- El 8 de septiembre, fiesta en honor a Nuestra Señora Virgen de la Guía.

### Eventos
- Jornada de Exaltación del Ajo: Se celebra el primer domingo de noviembre, en la que se elabora un caldo con carne de vaca y gallina, que se mezcla con miga de pan de hogaza, ajo y pimentón.
- Feria Multisectorial: Se celebra durante las ferias y fiestas de septiembre. Actualmente tiene lugar en el Prado de Abajo y reúne lo más destacado del sector agropecuario.

### Folclore y costumbres
La feria multisectorial, celebrada el 8 de septiembre, es una de las más antiguas de la provincia de León, cuyos orígenes se remontan a las ferias de maquinaria agrícola y a las ferias de la madera del siglo XVII.
Entre las costumbres más arraigadas está la de llevar el pendón de 12 m a la romería de Castrotierra.
El antruejo o carnaval en Santa María del Páramo es una antigua tradición heredada de los ritos paganos de los astures, los antiguos pobladores de la región. Esta festividad celebraba el fin del invierno, la llegada de la primavera, el renacer de la vida y la fertilidad de la tierra. Fue una mascarada que desapareció durante la dictadura de Francisco Franco, cuando se prohibieron las celebraciones carnavalescas.
Otra de las tradiciones típicas de Santa María del Páramo es el canto del ramo en Navidad. La costumbre de adornar ramos en El Páramo tiene su origen en los antiguos ritos celtas que dieron lugar al conocido árbol de Navidad.
En la actualidad, destaca el Festival Internacional de Teatro en la Calle, que se celebra en septiembre, y sus carnavales.
El Grupo de Coros y Danzas Virgen de la Guía se dedica a la recuperación de bailes tradicionales como la jota paramesa o el corrido de las tres perrinas. También se destaca la banda municipal de Santa María del Páramo, creada en 1999.

### Gastronomía
En la gastronomía local destacan diversos platos a base de legumbres, como el potaje de garbanzos o las alubias con chorizo, preparadas con la variedad autóctona de las vegas y llanuras leonesas, la alubia de reñón.
Sin embargo, lo que realmente distingue a Santa María del Páramo es la elaboración artesanal de embutidos, principalmente chorizo y lomo embuchado.
El plato típico de la localidad es el ajo, preparado especialmente para la festividad de Todos los Santos. Se elabora con caldo de cocido y de gallina, ajo, miga de pan, sal, aceite y pimentón.

## Deportes
Equipos más representativos de Santa María del Páramo
| Equipo                          | Deporte    | Categorías                                               | Estadio                                           | Creación |
| ------------------------------- | ---------- | -------------------------------------------------------- | ------------------------------------------------- | -------- |
| Club Deportivo Atlético Paramés | Fútbol     | Aficionado, juvenil, cadete, infantil, alevín y Benjamín | Polideportivo municipal de Santa María del Páramo |          |
| Club Deportivo Atlético Paramés | Baloncesto | Aficionado y Cadete                                      | Pabellón municipal de Santa María del Páramo      |          |
| Club Deportivo Atlético Paramés | Balonmano  | Aficionado                                               | Pabellón municipal de Santa María del Páramo      |          |

Equipos representativos y desaparecidos
| U.D. Santa María | Fútbol | Polideportivo municipal de Santa María del Páramo |

El equipamiento deportivo de Santa María del Páramo incluye un polideportivo con piscinas al aire libre, pista de atletismo, y canchas para balonmano, baloncesto, pádel, tenis, squash y vóley-playa. Además, cuenta con un campo de fútbol, un frontón cubierto y un balneario urbano de reciente construcción, que es el más grande de Castilla y León.

## Poblaciones hermanadas
Santa María del Páramo participa en la iniciativa de hermanamiento de ciudades promovida, entre otras instituciones, por la Unión Europea. Gracias a esta iniciativa, se han establecido lazos con la siguiente localidad:
| País     | Ciudad    | Fecha de hermanamiento |
| -------- | --------- | ---------------------- |
| Portugal | Vila Flor | 2008                   |